# 小川修司 (写真家)
小川 修司（おがわ しゅうじ、1984年10月8日 - ）は日本の写真家。埼玉県出身。一般企業の会社員などを経て日本写真芸術専門学校入学、卒業後は企業のカメラマンとして勤務。後にフリーランスとなる。代表作は「女学生日和」。

## 来歴
- 2014年 - 日本写真芸術専門学校卒業
- 2020年 - キヤノン写真新世紀 佳作入選[1][2]